# 트윈스터즈
《트윈스터즈》(Twinsters)는 2015년에 공개된 다큐멘터리 영화이다. 미국의 배우 서맨사 푸터먼의 영상을 보게 된 프랑스 여성 아나이스 보르디에의 친구는 아나이스 보르디에와 얼굴이 똑같은 서맨사 푸터먼에 대해 알려주게 되고 아나이스 보르디에는 서맨사 푸터먼에게 SNS 메시지를 보내며 만남을 가지고 어릴 때 각각 입양된 사실을 알게되는 내용을 담았다.

## 출연

### 주연
- 사만다 푸터먼
- 아나이스 보르디에

### 조연
- 카노아 구

## 기타
- 총괄프로듀서: 마이클 스콧 알렌
- 총괄프로듀서: 저스틴 전
- 총괄프로듀서: 제나 어시코비츠
- 프로듀서: 스티브 브라운